# 坎皮纳 (公司)
坎皮纳（荷蘭語：Campina）是一家荷兰乳制品企业。2008年与皇家菲仕蘭食品股份有限公司合并，成立菲仕蘭康柏尼。